# Melden-Blattspanner
Der Melden-Blattspanner (Pelurga comitata) ist ein Schmetterling (Nachtfalter) aus der Familie der Spanner (Geometridae).

## Merkmale
Die Falter erreichen eine Flügelspannweite von 25 bis 30 Millimeter. Die Vorderflügel sind gelb und besitzen ein bräunlich gefärbtes Wurzelfeld. Das Mittelfeld ist breit, wird von mehreren Querlinien durchzogen und ist an den Innenseiten mehr oder weniger stark dunkel angelegt. Die Grundfärbung der Vorderflügel differiert nur wenig, bei der Mittelbinde variiert der Farbton zwischen blassen und dunklen Brauntönen, innen kann sie auch aufgehellt sein. Die Außenseite des Mittelfeldes wird von einer dunklen Querlinie begrenzt, die in der Mitte gezackt zum Saum springt. Der Apex ist durch einen dunklen Strich geteilt. Das helle Saumfeld ist mit einer undeutlichen Wellenlinie gezeichnet, die auf der Innenseite durch bräunliche Flecke beschattet ist. Die Hinterflügel sind gelblichgrau und haben undeutliche Querlinien.
Die Raupen erreichen eine Länge von etwa 23 Millimeter und sind relativ dick. Die Haut ist rau und blass ocker gefärbt, oberhalb der Stigmen ist sie mit einem grauschwarzen Muster versehen. An den Seiten befindet sich jeweils eine blasse Zickzacklinie während der Rücken eine Reihe dunkler Rautenzeichnungen trägt. Der Kopf ist weißlich und dunkelbraun gezeichnet.

## Synonyme
- Phalaena comitata Linnaeus, 1758[1]
- Larentia comitata[2]

## Verbreitung
Die Art ist im gemäßigten Europa weit verbreitet.

## Lebensweise
Die Weibchen legen die Eier im Juli, aus denen im August die Raupen schlüpfen. Sie sind nachtaktiv und fressen u. a. an Blüten und Früchten folgender Nahrungspflanzen:
- Stinkender Gänsefuß (Chenopodium vulvaria)[3]
- Weißer Gänsefuß (Chenopodium album)[3]
- Guter Heinrich (Chenopodium bonus-henricus)[3]
- Ruten-Melde (Atriplex patula)[3]
- Beifuß (Artemisia vulgaris)[2]

Tagsüber verbergen sich die Larven zusammengekrümmt wie die Zahl „2“ in Früchten der Futterpflanzen. Die einzeln lebenden Raupen sind im September ausgewachsen und verpuppen sich dann an einem geschützten Platz in lockerer Erde in einem leichten Gespinst. Die Puppen überwintern, die Falter schlüpfen im darauffolgenden Jahr im Juli. Die Puppen überwintern gelegentlich ein zweites Mal.
Bergmann bezeichnet den Falter als „Leitart von Schuttstaudenfluren mit reichlichen Beständen der Futterpflanzen an sonnigen Böschungen frischer Erd- und Schotterhügel in offenen Fluren der Warmtrockengebiete des Flachlandes“. Die Imagines verbergen sich tagsüber am Erdboden, nachts findet man sie an Blüten, künstlichen Lichtquellen oder Ködern.

### Flug- und Raupenzeiten
Der Melden-Blattspanner bildet eine Generation im Jahr, die von Mitte Juni bis Mitte September fliegt. Die Raupen können von August bis September angetroffen werden.